# Giovanni Cinelli Calvoli
Giovanni Cinelli Calvoli (Firenze, 26 febbraio 1626 – Loreto, 3 aprile 1706) è stato un medico, letterato e bibliografo italiano.

## Biografia
Nato in una famiglia socialmente ed economicamente modesta, anche se nella maturità si vantò di essere un "patrizio fiorentino", Cinelli ebbe comunque una buona istruzione: frequentò corsi di retorica, logica e matematica presso le scuole pie degli scolopi fiorentini e successivamente, nel periodo 1642-1644, seguì le lezioni di Evangelista Torricelli presso lo Studio Fiorentino. 
Trasferitosi a Pisa nel 1645, allievo dell'anatomista Giovan Francesco Ridolfi e del filosofo Alessandro Marsili, si laureò in medicina nel 1650, esercitando poi la professione medica in varie località, tra le quali: Fossombrone, Portolongone (l'odierno Porto Azzurro), Sansepolcro, Forlì e infine Loreto ove, per l'interessamento del governatore della città monsignor Melchiorre Maggi, da lui curato con successo, divenne medico condotto della Santa Casa. Nella città marchigiana, ove si era trasferito agli inizi del Settecento, trascorse i suoi ultimi anni e morì all'età di ottantuno anni.
Cinelli ebbe un carattere irascibile e diverbi letterari e professionali: a Sansepolcro, esacerbato dalle difficili condizioni economiche, reagì in modo aggressivo alla concorrenza dei colleghi medici: un certo Bottazzi, che si era permesso di prescrivere una cura a una sua paziente, fu assalito e preso a sassate e Cinelli, nella zuffa, rimase ferito da coltellate alla testa e al braccio.

## Opere

### I suoi scritti
Durante il soggiorno pisano per i suoi studi di medicina, Cinelli aveva avuto anche modo di ampliare i suoi interessi culturali: aveva frequentato il letterato Giovanni Battista Ricciardi e conosciuto il pittore e poeta Salvator Rosa. 
L'interesse per le lettere lo condusse a scrivere, con un impegno più che ventennale ma senza riuscire a pubblicarlo, una specie di repertorio biografico e bibliografico della letteratura toscana: l'Istoria degli scrittori toscani (conservata manoscritta presso la Biblioteca Nazionale Centrale di Firenze), tale lavoro servirà all'erudito e poliglotta Antonio Maria Biscioni per compilare un catalogo ragionato dei manoscritti conservati nella Biblioteca Laurenziana 
Nel 1677, dopo pazienti e laboriose ricerche nei depositi e negli scaffali di vecchie librerie, iniziò a pubblicare la Biblioteca volante, che registrava in volumetti detti scanzie, opuscoli e libretti di ridotte dimensioni, in pericolo di andare smarriti o distrutti. Tra il 1734 e il 1747, La Biblioteca volante, grazie all'interessamento del letterato veneziano Apostolo Zeno e preparata da Angelo Calogerà, fu ristampata suddivisa in quattro tomi. La nuova edizione, di più agevole consultazione, disponeva il materiale raccolto da Cinelli in ordine alfabetico per autore. Di tale edizione, l'editore Forni di Bologna ha pubblicato una riproduzione in facsimile nel 1979.
Cinelli, inoltre, ampliò uno scritto di Francesco Bocchi: Le bellezze della città di Firenze, pubblicato nel 1677 e riprodotto in anastatica in anni recenti, scrisse una Vita di S. Girolamo, edito a Firenze nel 1688. Nel 1840 l'editore Antonini di Volterra diede alle stampe una sua memoria di argomento medico: Di due operazioni d'osteo-sarcoma alla faccia eseguite nel medesimo individuo.

### Testi digitalizzati consultabili in rete
- Francesco Bocchi, Le bellezze della città di Firenze, a cura di Giovanni Cinelli Calvoli, Firenze, Gio. Gugliantini, 1677.
- Giovanni Cinelli Calvoli e Dionisio Andrea Sancassani, Biblioteca volante, vol. 3, 2ª ed., Venezia, G. Albrizzi, 1746.